# ストレート・アップ
『ストレート・アップ』（Straight Up ）は、イギリスのバンド、バッドフィンガーが1971年に発表したスタジオ・アルバム。バンド名を"アイヴィーズ"から"バッドフィンガー"に変更してからは、3作目のアルバムに当たる。

## 背景
バンドは1971年1月よりジェフ・エメリックのプロデュースによりレコーディングを開始し、同年5月にはジョージ・ハリスンがプロジェクトに参加するが、最終的にエメリックは外され、トッド・ラングレンがプロデュースを引き継いだ。なお、1993年に発売されたリマスターCDのボーナス・トラックのうち5曲は、エメリックのプロデュースによるヴァージョンであり、また、2010年に発売されたリマスターCDには、エメリックのプロデュースによる未発表曲「ベイビー・プリーズ」「ノー・グッド・アット・オール」「シング・フォー・ザ・ソング」がボーナス・トラックとして収録された。
「デイ・アフター・デイ」ではジョージ・ハリスンがスライドギター、レオン・ラッセルがピアノを演奏しており、また、ジョーイ・モーランドによればハリスンは「アイド・ダイ・ベイブ」でもギターを弾いているという。

## 反響・影響
本作は全英アルバムチャート入りを果たせなかったが、本作からのシングル「デイ・アフター・デイ」は全英シングルチャートで10位に達して自身3作目のトップ10ヒットとなった。アメリカでは本作がBillboard 200で31位に達し、シングル「デイ・アフター・デイ」はBillboard Hot 100で4位、「ベイビー・ブルー」は14位に達した。
音楽評論家のStephen Thomas Erlewineはオールミュージックにおいて「シャープな演奏と精巧なスタジオ技術をあわせ持つ見事なソングライティングによって『ストレート・アップ』はパワー・ポップの基本の一つとなり、たとえ古典的なギター・ポップの黄金時代が過ぎ去った後でも、そうした音楽を作れることを証明したレコードとなった」と評している。
2013年9月29日、テレビドラマ『ブレイキング・バッド』の最終回で「ベイビー・ブルー」が使用され、翌月の10月12日には同曲が全英シングルチャートで73位を記録した。

## 収録曲
特記なき楽曲はピート・ハム作。
1. テイク・イット・オール - Take It All - 4:26
2. ベイビー・ブルー - Baby Blue - 3:36
3. マネー - Money (Tom Evans) - 3:29
4. フライング - Flying (T. Evans, Joey Molland) - 2:35
5. アイド・ダイ・ベイブ - I'd Die Babe (J. Molland) - 2:33
6. ネイム・オブ・ザ・ゲーム - Name of the Game - 5:19
7. スーツケース - Suitcase (J. Molland) - 2:52
8. スウィート・チューズデイ・モーニング - Sweet Tuesday Morning (J. Molland) - 2:29
9. デイ・アフター・デイ - Day After Day - 3:10
10. サムタイムズ - Sometimes (J. Molland) - 2:51
11. パーフェクション - Perfection - 5:07
12. イッツ・オーヴァー - It's Over (T. Evans) - 3:24

### 1993年再発盤ボーナス・トラック
1. マネー（オリジナル・ヴァージョン） - Money [Original Version] (T. Evans) - 4:20
2. フライング（オリジナル・ヴァージョン） - Flying [Original Version] (T, Evans, J. Molland) - 2:24
3. ネイム・オブ・ザ・ゲーム（オリジナル・ヴァージョン） - Name of the Game [Original Version] - 4:24
4. スーツケース（オリジナル・ヴァージョン） - Suitcase [Original Version] (J. Molland) - 3:16
5. パーフェクション（オリジナル・ヴァージョン） - Perfection [Original Version] - 4:39
6. ベイビー・ブルー（USシングル・ミックス） - Baby Blue [US Single Mix] - 3:35

### 2010年再発盤ボーナス・トラック
1. アイル・ビー・ザ・ワン - I'll Be the One (T. Evans, Mike Gibbins, P. Ham, J. Molland)
2. ネイム・オブ・ザ・ゲーム（アーリアー・バージョン） - Name of the Game [Earlier Version]
3. ベイビー・ブルー（USシングル・ミックス） - Baby Blue [US Single Mix]
4. ベイビー・プリーズ - Baby, Please (T. Evans, M. Gibbins, P. Ham, J. Molland)
5. ノー・グッド・アット・オール - No Good at All (T. Evans)
6. シング・フォー・ザ・ソング - Sing for the Song (T. Evans)

## カヴァー
- ベイビー・ブルー
  - エイミー・マン - トリビュート・アルバム『Come and Get It: A Tribute to Badfinger』（1996年）に提供[9]。
  - メアリー・ルー・ロード（英語版） - アルバム『ベイビー・ブルー』（2004年）に収録。
- デイ・アフター・デイ
  - サヴァタージ - アルバム『ファイト・フォー・ザ・ロック』（1986年）に収録。
  - ニール・モーズ - アルバム『ワン』（2004年）のスペシャル・エディション盤ボーナス・ディスクに収録。
  - ロッド・スチュワート - カヴァー・アルバム『グレイト・ロック・クラシックス』（2006年）に収録。
- パーフェクション
  - ティム・ハーディン（英語版） - カヴァー・アルバム『ペインテッド・ヘッド』（1972年）に収録。

## 参加ミュージシャン
- ピート・ハム - ギター、ピアノ、シンセサイザー、ボーカル
- トム・エヴァンズ - ベース、ギター、ボーカル
- ジョーイ・モーランド - ギター、ボーカル
- マイク・ギビンズ - ドラムス、ボーカル

アディショナル・ミュージシャン
- ジョージ・ハリスン - スライドギター
- レオン・ラッセル - ピアノ